# Ambrosio O'Higgins
Ambrosio O'Higgins, Marquês de Osorno, Marquês de Vallenar, Barão de Ballenary (em irlandês: Ambrós Ó hUiginn) (Ballenary, Irlanda, 1720 — Lima, Peru, 19 de março de 1801) foi um militar irlandês a serviço da coroa espanhola, governador do Chile e vice-rei do Peru. Bernardo O'Higgins, Diretor Supremo do Chile, era seu filho ilegítimo.

## Juventude
Membro da família O'Higgins, Ambrosio nasceu na sede ancestral de sua família em Ballynary, Condado de Sligo, Irlanda, filho de Charles O'Higgins e sua esposa (e parenta) Margaret O'Higgins, que tendo perdido suas terras em Sligo migraram e se tornaram arrendatários em Clondoogan, perto de Summerhill, no Condado de Meath, por volta de 1721.
Em 1751, O'Higgins chegou a Cádis, onde se dedicou ao comércio. Sendo um irlandês e um católico, ele conseguiu emigrar legalmente para a América espanhola em 1756. Uma vez lá, e durante algum tempo, ele foi um comerciante itinerante na Venezuela, Nova Granada e Peru, mas, sendo perseguido pela Inquisição, mudou-se para a colônia de Rio da Prata, na atual Argentina, onde tentou alguns empreendimentos comerciais. De lá, O'Higgins sugeriu a abertura de comunicação acessível entre Chile e Mendoza por um caminho ao longo dos Andes, e, sua proposta sendo aceita, ele seria contratado para supervisionar as obras.

## No Chile
Por volta de 1760, O'Higgins alistou-se no serviço imperial espanhol como desenhista e, em seguida, engenheiro. Ele foi diretamente responsável pela criação de um serviço postal confiável entre a colônia de La Plata e a Capitania Geral do Chile.
Em sua primeira viagem ao longo das montanhas dos Andes que separam a Argentina e o Chile durante o inverno de 1763-1764, O'Higgins concebeu a ideia de uma cadeia de abrigos à prova de intempéries. Por volta de 1766, graças à execução eficiente deste plano de O'Higgins, o Chile desfrutou o ano inteiro de serviço postal terrestre com a Argentina, serviço que já havia sido cortado por vários meses a cada inverno.
Em 1764, John Garland, outro engenheiro irlandês a serviço da Espanha, que foi governador militar de Valdivia, o convenceu a se mudar para a vizinha e menos estabelecida, colônia do Chile, para ser seu assistente. Ele foi inicialmente contratado como um subalterno júnior no exército espanhol. Em 1770, então com quase cinquenta anos, o presidente do Chile designou-o capitão de uma coluna de cavalaria para resistir aos ataques dos índios araucanos, a quem derrotou, fundando o forte de San Carlos, no sul da província de Arauco. Ele conquistou a simpatia dos índios pela sua humanidade e benevolência, e recuperou grandes faixas do território que tinham sido perdidas pelos espanhóis.
O'Higgins subiu rapidamente na hierarquia. Como consequência de seus serviços, o vice-rei Manuel de Amat o nomeou, em 7 de setembro de 1777, um coronel do exército. Ele logo passou a ser brigadeiro, e o vice-rei Teodoro de Croix nomeou-o intendente de Concepción, em 1786. Em 1788, em retribuição aos seus esforços na América do Sul, o rei Carlos III nomeou O'Higgins como 1° Barón de Ballinar (um título da Coroa espanhola para não ser confundido com o título existente da família Gaelic), e o promoveu a major-general. Logo depois ele se tornou o Capitão Geral e Governador do Chile.

## Governador do Chile
Como governador do Chile, um dos postos avançados mais problemático, pobre e remoto dos espanhóis, O'Higgins foi extremamente ativo, promovendo a construção de uma estrada definitiva entre a capital Santiago e o porto de Valparaíso (parte do traçado é ainda usado atualmente), continuou a construção do Palácio de La Moneda, em Santiago; fundou cidades e melhorou estradas, e ergueu diques permanentes ao longo das margens do rio Mapocho, que regularmente inundava Santiago. Em 1789 fundou a cidade de Vallenar.
Ele se concentrou no desenvolvimento dos recursos do país, com uma política inteligente que realizou muito pelo interesse espanhol, mas também abriu o caminho para eventos posteriores na história do país. Melhorou as comunicações e o comércio com outras colônias espanholas, com base em uma crescente base agrícola. Aboliu o sistema de encomienda pelo qual os nativos eram forçados a trabalhar a terra para a Coroa, uma lei reforçada por decreto real em 1791. O'Higgins foi nomeado tenente-general em 1794.

### Rebelião Huilliche de 1792
Em 1784, o governador de Chiloé, Francisco Hurtado, e Ambrosio O'Higgins receberam ordens para abrir um caminho entre Maullín e Valdivia através do território huilliche. Esse ato causou agitação entre os huilliche dos Llanos de Osorno (planícies de Osorno), que decidiram aliar-se com os huilliche aillarehue do vale do rio Bueno e aqueles em torno do lago Ranco, ao norte, e pedirem a intervenção do Governador de Valdivia, Mariano Pusterla. Pusterla tinha boas relações com os huilliches do río Bueno e Ranco por causa de seu apoio para o contato pacífico da campanha missionária, recusando-se a estabelecer qualquer novo forte no território. Por outro lado, o governador de Chiloé, Francisco Hurtado, apoiou uma linha dura contra os huilliches e os ameaçou com uma invasão militar.
Em fevereiro de 1789 o Tratado de Río Bueno foi assinado entre os chefes huilliche e as autoridades coloniais. Este tratado afastou uma possível invasão de Chiloé e deu aos huilliches de Osorno apoio contra os malónes do Aillarehue de Quilacahuín das autoridades de Valdivia. Nesse ponto, os huilliches se ofereceram para facilitar a abertura do novo Caminho Real e permitir que os espanhóis ocupassem Osorno, uma cidade que tinha sido abandonada em 1602. Em 1792, O'Higgins reconstruiu a cidade de Osorno e, como recompensa, foi nomeado primeiro Marquês de Osorno pelo rei Carlos IV de Espanha em 1796.
O tratado também permitiu que os espanhóis se estabelecessem e formassem fazendas ao norte do Rio Bueno. Abusos dos espanhóis e seu rápido avanço na criação de novas fazendas fizeram vários chefes mudar de ideia. O cacique Tangol de Río Bueno, Queipul e Catrihuala decidiram formar uma aliança. A Rebelião Huilliche de 1792 começou com este evento, e eles logo começaram a saquear fazendas e missões com o objetivo final de atacar Valdivia, que apesar de ser bem protegida do norte ao oeste, parecia vulnerável para um ataque por terra pelo sudeste.
Apesar da extensão limitada da rebelião, que nunca se tornou uma ameaça real para Valdivia, as autoridades espanholas responderam com rigor. Governador O'Higgins escolheu o capitão Tomás de Figueroa para liderar a represália. Figueroa incendiou vilas e plantações por onde suas tropas passaram e prenderam um grande número de huilliches do sexo masculino que seriam supostos rebeldes. Depois disso, os espanhóis consideraram conveniente a assinatura de um novo tratado com os líderes huilliche, para o qual uma assembleia foi realizada em 1793 em Las Canoas, no que é hoje a moderna cidade de Osorno. Enquanto que no tratado de Río Bueno, os espanhóis haviam sido autorizados a formar fazendas ao norte do rio Bueno, estabelecendo o curso d'água como uma fronteira definitiva, os espanhóis agora passaram a criar fazendas ao sul do rio Bueno.

### Assembleia de 1793
No mesmo ano de 1793, uma nova assembleia foi realizada em Negrete, na fronteira norte, com o objetivo de ratificar e renovar o antigo Tratado de Lonquilmo de 1783. Copiando tratados mais antigos, o rei de Espanha foi confirmado como o soberano da Araucanía, enquanto a posse da terra foi reservada para os mapuches, o que resultou em uma soberania de jure do rei de Espanha, mas em uma independência de facto dos mapuches controladores das terras. As solenidades do tratado foram realizadas de 4 a 7 de março, com muitos banquetes de vinho e carne para os numerosos participantes. A cerimônia custou 10.897 pesos, o que era, de acordo com Diego Barros Arana, uma enorme quantidade de dinheiro, considerando o tamanho da tesouraria do Chile.

## Vice-rei do Peru
Em 1796, O'Higgins foi nomeado vice-rei do Peru, compreendendo o atual Peru, Chile, Bolívia, noroeste da Argentina e partes do oeste do Brasil. Como o Peru era a segunda colônia mais rica depois de Nova Espanha (México) do império espanhol, o Vice-Reino foi um dos postos mais importantes em toda a América espanhola.
Em 1797, quando a guerra foi declarada entre Inglaterra e Espanha, O'Higgins tomou medidas ativas para a defesa da costa, fortalecendo as fortificações de Callao e construindo uma fortaleza em Pisco. Ele projetou e construiu uma estrada rodoviária de Lima para Callao, e sua atenção principal durante seu curto governo foi direcionada para a melhoria dos meios de comunicação. O'Higgins morreu de repente após uma curta doença em 1801.

## Genealogia
Arquivos na Espanha e na Irlanda mostram que Ambrose O'Higgins era o filho de Charles O'Higgins, de Ballynary, Condado de Sligo (filho de Roger O'Higgins, de Ballynary, Condado de Sligo, e a esposa Margaret Brehan), e esposo e primo de Margaret O'Higgins (filha de William O'Higgins e esposa de Winnifred O'Fallon). O avô de Charles O'Higgins, Sean Duff O'Higgins, detinha o título territorial gaélico de Tigerna ou Senhor dos Ballinary, e ele era casado com Margaret O'Conor, que era da Casa Real de O'Connor do Castelo Ballintober, que governou a Irlanda até o ano 1000.
A família O'Higgins era um clã da dinastia O'Neill que migrou para Sligo no Século XII. Como nobres gaélicos, eles possuíam grandes extensões de terra especialmente nos condados irlandeses de Sligo e Westmeath, mas com as desapropriações dos católicos por Oliver Cromwell, e a deportação de arrendatários para Sligo após a conquista da Irlanda por Cromwell por volta de 1654, as terras dos O'Higgins tornaram-se cada vez menores. Devido a invasão em suas terras, a família O'Higgins migrou para Summerhill, no Condado de Meath, onde tornaram-se arrendatários e trabalharam a serviço da família  Rowley-Langford. Seus descendentes permanecem em Summerhill; no entanto, Bridget O'Higgins, que morreu em 1947, foi o último em Summerhill a levar o nome da família enquanto os outros haviam emigrado para os Estados Unidos e migrado para Dublin. Os túmulos dos O'Higgins estão localizados em cemitérios de Moy e Agher, ambos dentro dos limites da paróquia católica de Dangan em Summerhill.

### Descendentes
Em 1777, Ambrosio O'Higgins se familiarizou com a influente família Riquelme de Chillán, e se apaixonou por Isabel, quase quarenta anos mais jovem (tinha 18 ou 19 anos na época, enquanto ele estava com 57 anos de idade). Ele prometeu casamento, mas a lei colonial proibia o casamento entre funcionários públicos e crioulas sem autorização da Coroa. Desconsiderar esta lei era arriscar a carreira e posição. Não se sabe por que ele não pediu permissão, mas nenhum casamento se seguiu, mesmo quando Isabel ficou grávida. É possível que sua família desaprovasse a união.
Doña Isabel deu à luz o único filho de Ambrósio, Bernardo, em agosto de 1778. Bernardo O'Higgins mais tarde levaria o Chile à sua independência do Império Espanhol. Dois anos depois, Doña Isabel se casou com Félix Rodríguez, com quem teve uma filha, Rosa Rodríguez Riquelme. Apesar de Ambrosio O'Higgins nunca ter visto ou oficialmente ter reconhecido o filho como seu herdeiro legal, ele pagou por seus estudos na Inglaterra e deixou uma parte dos seus bens no Peru e Chile.
Bernardo O'Higgins governou o Chile como Diretor Supremo de 1818 até 1823, quando ele foi forçado a renunciar e ir para o exílio no Peru com sua mãe, irmã e filho Demetrio O'Higgins. Demetrio, que visitou seus parentes em Summerhill, em 1862, não tinha filhos e consequentemente todos os seus descendentes estão na linha feminina e não levam o nome O'Higgins. Uma linha colateral da família sobreviveu em Summerhill, Condado de Meath, na Irlanda até 1947 e seus descendentes continuam a levar o nome O'Higgins na Irlanda.

## Legado
Existem várias cidades, baías, e outras descobertas espanholas nas Américas que foram nomeadas em homenagem à sua terra natal durante seu tempo como vice-rei, como Vallenar (originalmente chamado San Ambrosio de Ballenary, mais tarde hispanizado para Vallenar) no Chile ou Vallenar Bay no Alasca.